# Washakie Ten
Washakie Ten é uma Região censo-designada localizada no estado norte-americano de Wyoming, no Condado de Washakie.

## Demografia
Segundo o censo norte-americano de 2000, a sua população era de 604 habitantes.

## Geografia
De acordo com o United States Census Bureau tem uma área de
66,1 km², dos quais 65,0 km² cobertos por terra e 1,1 km² cobertos por água.

## Localidades na vizinhança
O diagrama seguinte representa as localidades num raio de 60 km ao redor de Washakie Ten.